# Pierrette Marcelle Poirier
Pierrette Marcelle Poirier, született Prous, más néven Cathie vagy Cathy (Cluis, 1909. január 26. – Poitiers, 1998. január 14.) a francia ellenállás tagja. 1979-ben a Jad Vasem a második világháború alatt a zsidók érdekében kifejtett tevékenységéért, különösen a mintegy száz gyermekért, akiről személyesen gondoskodott, a Világ Igazának ismerte el.

## Élete
A második világháború kezdetén, a német megszállás alatt Poitiers-be menekült. A Secours national tagjaként kapcsolatba lépett a limoges-i táborba internált romákkal és zsidókkal illetve a Poitiers-ben őrizetben tartott gyermekekkel.
Ott találkozott Jean Fleury jezsuita pappal, és az 1941. szeptemberében rábízott két gyermeket elvitte egy barátjához Châteauroux-ba, a meg nem szállt déli zónába. Ennek a barátjának és a Franciaországi Izraeliták Országos Szövetsége Indre megyei titkárának révén kapcsolatba lépett az Amitié chrétienne [Keresztény barátság] hálózattal.. Visszatérve Poitiers-be Marcelle Poirier folytatta a gyermekekkel kapcsolatos tevékenységét. Emellett hamis iratokról gondoskodott a menekülni készülő zsidóknak..
Mivel saját biztonsága veszélybe került, visszatért a szabad zónába, és 1942-ben Châteauroux-ban telepedett le. Az Amitié chrétienne hálózatnak dolgozott, és szociális gondozó lett az Œuvre de secours aux enfants (OSE) gyermeksegély-szervezetnek, ahol az egyik megyei szintű felelőssé vált.. Befogadó családokat kellett találnia, hamis személyazonosságot kellett biztosítania a gyermekeknek, és meg kellett őriznie a valódi adataikat, hogy a háború után azonosítani lehessen őket.
„Cathie” Poirier hálózata számos emberből állt. Brossolette abbé volt a közvetítő.. Egy pellevoisini árvaház, az Argenton-sur-Creuse-i Jeanne d'Arc katolikus kollégium, és egy Le Blanc-i kollégium gondoskodtak a gyermekek ideiglenes elszállásolásáról.. A városi és megyei tisztviselők hamis papírokat állítottak ki. A châteauroux-i kereskedelmi kamara elnöke segített a természetbeni adományok megszerzésében, egy szabó pedig felruházta a fiatal szökevényeket.. Szervezete összesen 238 gyermeket mentett meg.
Marcelle Poirier személyesen foglalkozott mintegy száz gyermekkel,, szállást talált számukra. Minden gyermeket rendszeresen látogatott, hogy megbizonyosodjon a megfelelő elhelyezésükről és gondozásukról. A látogatások egészsége rovására mentek. Jean Fleury, Germaine Ribière és az  Amitié chrétienne két asszisztenst küldött neki, hogy tehermentesítsék és gondoskodjanak róla..
1943 közepétől a zsidó gyermekek megmentésével kapcsolatos tevékenységek mellett a munkaszolgálatot megtagadókkal is foglalkozott. A kapcsolatai segítségével feltérképezte a vállalatokat és a szálláshelyeket, hamis iratokról gondoskodott a munkaszolgálat elől menekülők számára, és biztonságba helyezte őket.
1943. márciusban Pauba menekült, mivel számos illegális tevékenysége miatt kockázatos volt Châteauroux-ban  maradnia, és néhány hónapig, Franciaország felszabadításáig maradt ott.
A háború után visszatért Poitiers-be, ahol továbbra is a gyermekekkel foglalkozott. 1950-ben elvállalta a megyei gyermekvédelmi bizottság vezetését.
1979. március 27-ikén a Jad Vasem a Világ Igazának ismerte el az Indre megyében végzett zsidómentő tevékenységéért, különösen a mintegy száz gyermekért, akikkel személyesen foglalkozott.. A tiszteletére tartott ceremóniát 1981. június 10-ikén tartották Jeruzsálemben.

## Fordítás
- Ez a szócikk részben vagy egészben  a   Pierrette Marcelle Poirier című francia Wikipédia-szócikk ezen változatának fordításán alapul.  Az eredeti cikk szerkesztőit annak laptörténete sorolja fel. Ez a jelzés csupán a megfogalmazás eredetét és a szerzői jogokat jelzi, nem szolgál a cikkben szereplő információk forrásmegjelöléseként.